# Augusta Suessionum (ville romaine)
Augusta Suessionum est le nom de la ville fondée par les Romains qui devint par la suite Soissons.

## Période gauloise
Au Ier siècle av. J.-C., le site de Soissons fut occupé par les Suessions, peuple de la Gaule belgique allié politiquement et militairement aux Rèmes voisins.
Les Suessions dominaient possédaient douze oppidum principaux. La localisation exacte de l'oppidum principal, Noviodunum, est l'objet de discussions. Il pourrait s'agir des sites de Pommiers ou de Villeneuve-Saint-Germain tous deux proches de Soissons.

## Le ralliement des Suessions à la coalition des Belges pendant la Guerre des Gaules
Lors de l'invasion de la Gaule du nord par les troupes romaines, dirigées par César, le roi des Suessions, Galba (« prudent et juste »), se rallia à la coalition des Belges, alors que les Rèmes, malgré les liens qui les unissent aux Suessions, se rangèrent eux, du côté des Romains.
En 57 av. J.-C., au cours de la bataille de l'Aisne, les troupes belges se rassemblent au nord de l'Axona, laissant une garnison amoindrie aux cités du sud de la rivière. César voulut enlever la place de Noviodunum, jugée prenable car sans défenseurs ; mais bien que ceux-ci fussent effectivement peu nombreux, la largeur du fossé et la hauteur des murs firent échouer l'assaut des
Romains.
Grâce à l'intercession des Rèmes, le site de Soissons fut, par la suite, considéré comme libre par les Romains, qui ne tentèrent plus aucune attaque, mais déplacèrent le centre politique des Suessions.

## La fondation et essor d'Augusta Suessionum
En 20 av. J.-C., les Romains fondèrent une colonie qui prit le nom d'Augusta Suessionum. La ville fut principalement peuplée par des Lètes et des citoyens romains, qui en firent une cité prospère située sur l'un des itinéraire de la Via Agrippa de l'Océan reliant le port de Boulogne (Gesoriacum) à Lyon (Lugdunum) et au reste de la Gaule. La ville figure sur la table de Peutinger.
Au IIIe siècle, la ville d'Augusta Suessionum est d'une importance comparable aux cités de Durocortorum (Reims), Rotomagus (Rouen) ou Samarobriva (Amiens), sa superficie avoisinant une centaine d'hectares.
Des vestiges importants restaient visibles au Nord-Est de la ville jusqu'à la fin du XVe siècle, le lieu servait de carrière de pierres de réemploi et lors des excavations, de nombreux objets, bijoux, fragments de mosaïques et de colonnes et marbres de couleur ont été trouvés ce qui donna lieu au nom légendaire donné à cet endroit Le Château d'Albâtre. Des statues en marbre dont Le Fils de Niobé et son pédagogue et la trace d'une importante colonnade, découverts en 1831 ont posé la question de la nature du grand bâtiment antique : le palais de Gallien, le palais d'un gouverneur, la caserne de la XXVe légion... aucune certitude n'est vérifiée à ce jour.

## Augusta Suessionum au Bas-Empire

### Déclin de la cité
Subissant la pression et les incursions de peuples germaniques au  Bas-Empire romain, les villes de la Gaule belgique se rétractent, Augusta Suessionum n'échappa pas à ce phénomène, sa taille se réduisit à 12 ha environ, elle s'entoura de remparts dans un quadrilatère de 300 m sur 400 et se dota d'un castrum.

### Arrivé et diffusion du christianisme
Au début du IVe siècle, les chrétiens Crépin et Crépinien furent martyrisés à Soissons vers 303 / 305. Divitianus, neveu de Sinice devint évêque de Soissons puis évêque de Reims aurait été le premier évêque de Soissons mais le premier évêque dont l'existence est historiquement attestée en 346, fut Mercurius.

## Les monuments
La ville fut dotée d'un théâtre de 20 000 places assises, seul témoin actuel de la gloire impériale passée.
La légende du « château d’Albâtre » est née de la redécouverte et l'utilisation des ruines romaines de Soissons à partir de 1551. Offices voûtés peints, mosaïques, statues et statuettes en marbre, albâtre, jaspe, porphyre, ivoire, or et argent furent redécouverts à l'époque. Une note, citée dans la Notitia dignitatum, fait état de la présence d'une fabrique d'armes au sein de la caserne de la XXVe légion sur le site du « château d'Albâtre ». Des fouilles archéologiques s'y déroulèrent ensuite jusqu'à la veille de la Première Guerre mondiale.

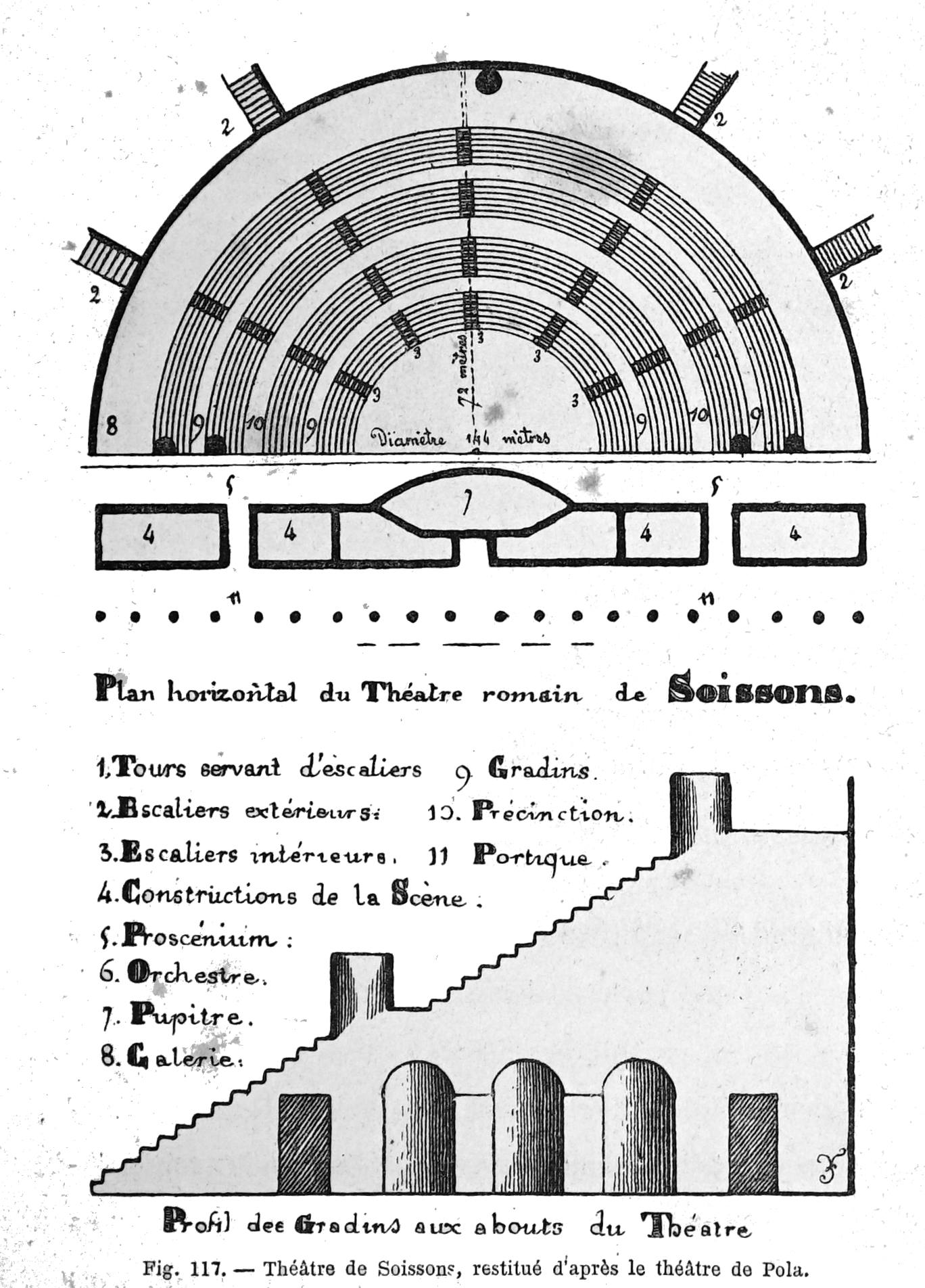
Plan du théâtre.
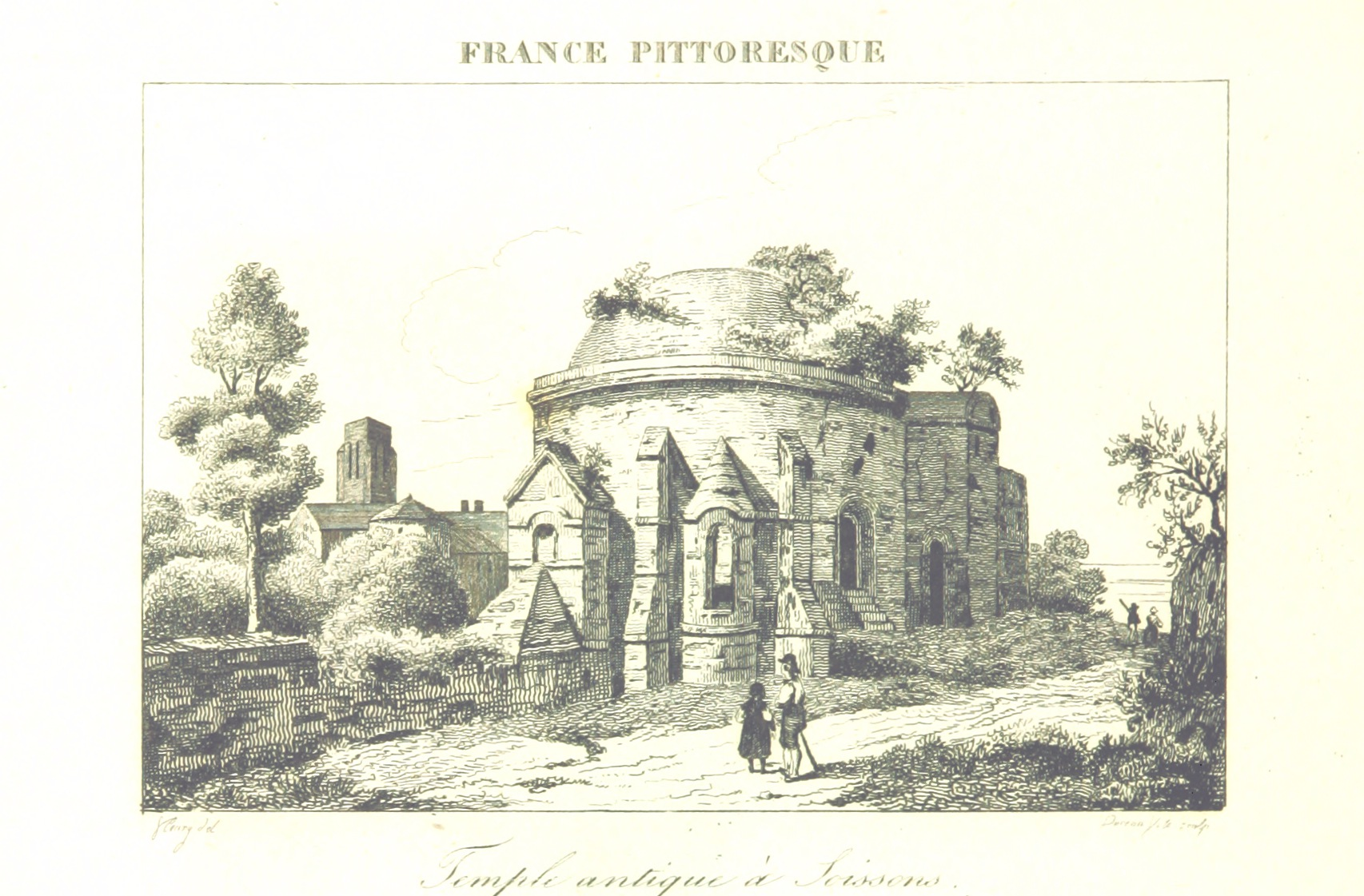
Ruine visible au XIXe siècle.
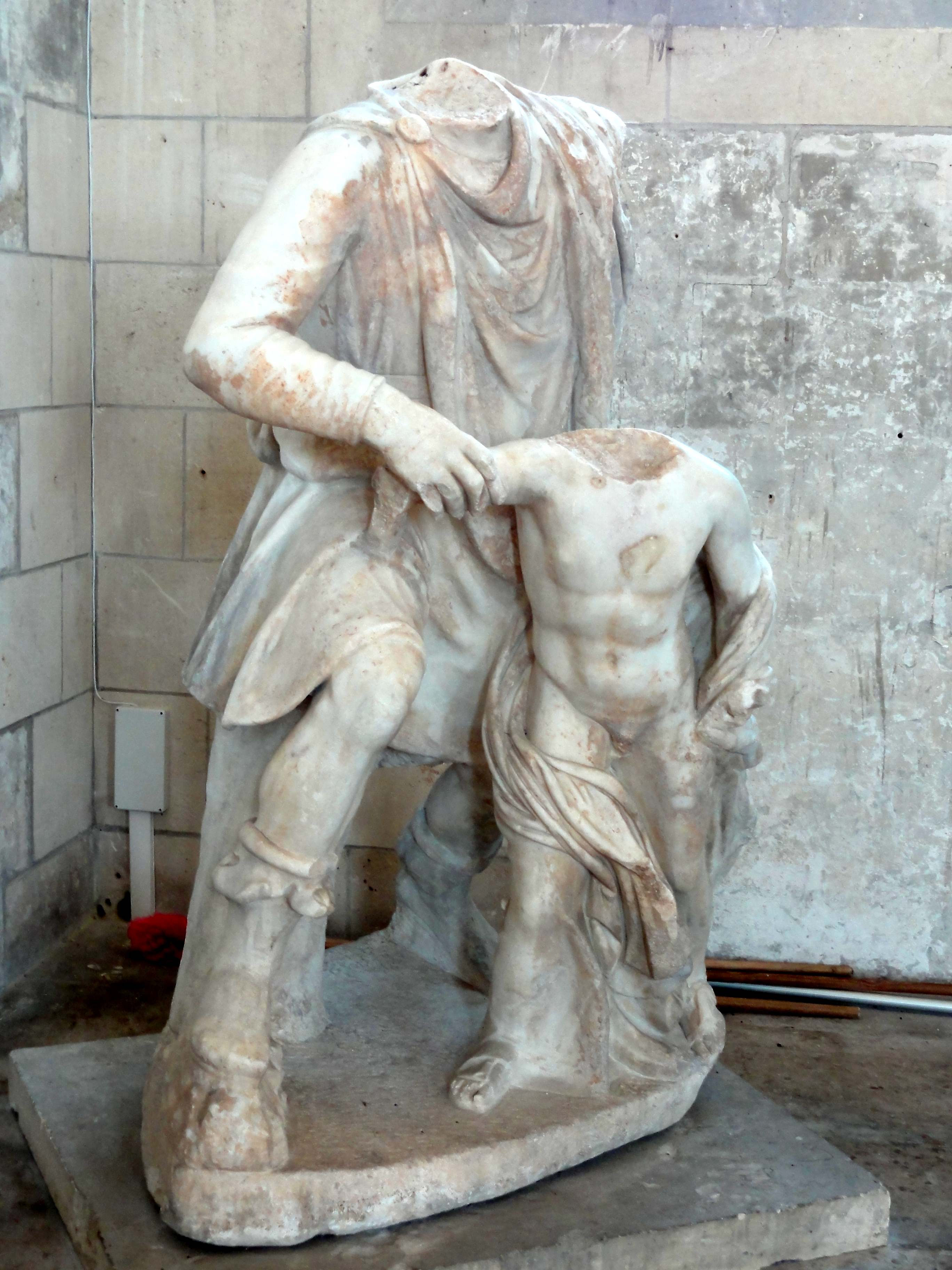
Le Fils de Niobé et son pédagogue, statue trouvée sur le site du Château d'Albâtre, musée de Soissons.

## Le Royaume de Soissons auVesiècle
Lors des invasions barbares, Soissons devint la capitale du Royaume de Soissons, État gallo-romain indépendant de ce qu'il restait de l'Empire romain d'Occident, situé entre la Somme et la Loire, sous l'autorité d'Ægidius puis de son fils Syagrius. Ce dernier fut vaincu par Clovis, en 486, au cours de la bataille de Soissons. Fait prisonnier par les Francs, il fut mis à mort un an plus tard, sur ordre de Clovis.